# Бандит (фільм, 1913)
«Бандит» (англ. A Bandit)— американська короткометражна кінокомедія Мака Сеннета 1913 року з Роско Арбаклом.

## Сюжет
Біллі — жінкоподібним молодим чоловіком, і за це його б'є місцевий хуліган. Він підозрює, що хуліган є боягузом в серці, і так маскує себе як бандита. Всі, включаючи шерифа, втікають від бандина, і їх переляк смішний, коли вони виявляють, що жахливий бандит — це безневинний Біллі.

## У ролях
- Роско ’Товстун’ Арбакл — Біллі
- Нік Коглі — друг Біллі
- Форд Стерлінг — бандит
- Беатрис Ван — дівчина
- Артур Таварес — Кларенс
- Чарльз Ейвері — житель міста
- Вільям Гаубер — житель міста
- Берт Ганн — житель міста
- Руб Міллер — житель міста